# Сен-Жеран, Бернар де Ла-Гиш
Бернар де Ла-Гиш (фр. Bernard de La Guiche; 15 августа 1641, Сен-Жеран-де-Во — 18 марта 1696, Париж), граф де Сен-Жеран, Ла-Палис и Жалиньи — французский генерал и дипломат.

## Биография
Сын Клода-Максимильена де Ла-Гиша, графа де Сен-Жерана, и Сюзанны де Лонгоне.
При своем рождении Бернар стал жертвой махинации алчных родственников, недовольных тем, что его мать забеременела после двадцати лет брака, разрушив их планы относительно наследства Клода-Максимильена. Тетка последнего Мари де Ла-Гиш, взявшая на себя заботы о беременной племяннице, приставила к ней некую Луизу Гольяр и двух нянек. После рождения ребенка тайно увезли в Париж, Сюзанну де Лонгоне опоили сильным наркотическим средством, а Мари де Ла-Гиш объявила, что беременность оказалась ложной, а Сюзанна просто упала в обморок от кровопотери.
Мальчик воспитывался в столице под надзором Мари Пигоро, сестры Больё, дворцового распорядителя Мари де Ла-Гиш, и был крещен под именем Анри Пигоро. Спустя два с половиной года Мари Пигоро передала ребенка брату, который увез его в Сен-Жеран. У Сюзанны при виде мальчика возникли подозрения и тогда тетка заставила Пигоро и ее брата таинственно исчезнуть, но Луиза Гольяр была арестована и на допросе во всем созналась. Процесс о признании прав тянулся восемнадцать лет, за это время Мари де Ла-Гиш умерла, забрав в могилу свои секреты, но 29 июля 1663 Парижский парламент вынес постановление, признававшее Бернара законным сыном своих родителей, а 5 июня 1666 по делу было принято окончательное решение.
Поступив на военную службу, граф де Сен-Жеран патентом от 5 мая 1667 был назначен адъютантом армий короля, в кампанию того года участвовал в осадах и взятии Турне, Дуэ и Лилля, а в 1668 году в завоевании Франш-Конте.
В 1670—1671 годах выполнял дипломатические миссии в Англии, Флоренции и Бранденбурге.
Патентом от 24 августа 1671 получил чин подполковника Анжуйского пехотного полка (позднее Аквитанского). Командовал этим полком в 1672 году под началом маршала Тюренна и принимал участие во всех осадах, предпринятых этим генералом. В 1673 году участвовал в осаде Маастрихта, в 1674-м в завоевании Франш-Конте. В ходе осады Безансона был ранен при разрыве головы стоявшего рядом с ним маркиза де Берингена.
В 1675 году служил в Нидерландах и внес вклад во взятие Льежа, Динана, Юи и Лимбурга. Кампмаршал (25.02.1676), был при осадах и взятии Конде, Бушена, Эра, Валансьена, Камбре и его цитадели (1677), Гента и Ипра (1678). Генерал-лейтенант (28.06.1678), служил при блокаде Монса частями маршала Люксембурга и сражался при Сен-Дени, в окрестностях этого города.
В 1684 году участвовал в осаде Люксембурга маршалом Креки. 31 декабря 1688 был пожалован в рыцари орденов короля, после чего оставил службу.
Скоропостижно скончался в Париже в церкви Сен-Поль, выходя после исповеди. Был погребен в той же церкви.

Говорят, он испустил дух, едва успев принять причастие. Это тот самый граф де Сен-Жеран, чей скандальный процесс о признании его сыном своих родителей известен всем и каждому. Он всю жизнь носил круглую шапочку, скрывавшую шрам от чудовищной раны, некогда нанесенной ему черепом старшего брата первого шталмейстера Берингена, которому ядром оторвало голову. Сен-Жеран, низенький, толстый и коренастый, с глазами навыкате и топорными чертами лица, был гораздо умнее, чем можно было предположить, судя по его внешности. Ему довелось бывать при дворах некоторых немецких князей. Генерал-лейтенант, кавалер Ордена Святого Духа, очень бедный, он проводил жизнь при дворе, был принят в самых лучших домах, но так и не стал истинным придворным.— Герцог де Сен-Симон. Мемуары. 1691—1701. — М., 2007. — С. 226

## Семья
Жена (1667): Франсуаза-Мадлен-Клод де Вариньи (ок. 1655—9.02.1733), единственная дочь и наследница Франсуа де Вариньи, сеньора де Монфревиля, и Мадлен-Журдены Карбоннель де Канизи. Придворная дама королевы Марии Терезии
Дочь:
- N (ок. 1688—?), монахиня

Поскольку Бернар не оставил наследников, с ним пресеклась старшая линия дома Ла-Гишей.